# Parzac
Parzac est une commune du Sud-Ouest de la France, située dans le département de la Charente (région Nouvelle-Aquitaine).
Ses habitants sont les Parzacois et les Parzacoises.

## Géographie

### Localisation et accès
Parzac est une commune du nord-est de la Charente, située à 6 km au nord-ouest de Saint-Claud, chef-lieu de son canton, et 38 km au nord-est d'Angoulême.
Parzac est aussi à 7 km au sud de Champagne-Mouton, 13 km au nord-ouest de Roumazières-Loubert et de Chasseneuil, 20 km à l'est de Ruffec et Mansle et 22 km au sud-ouest de Confolens.
À l'écart des grandes routes, Parzac est traversée d'est en ouest par la D 15, petite route départementale de Confolens à Cognac par Saint-Laurent-de-Céris et Saint-Angeau, et la D 172, route de Roumazières et Saint-Claud à Nanteuil-en-Vallée. La D 28, route de Saint-Claud à Champagne-Mouton, passe à l'est de la commune, au Grand-Madieu, et la D 739, route de Fontafie et Saint-Claud à Mansle, passe au sud de la commune, à Cellefrouin.

### Hameaux et lieux-dits
La commune compte de nombreux hameaux et fermes, comme le Châtenet et le Puy près du bourg, chez Cormenier et la Combe au nord, la Garaudie, Tierse, Bartelat, Mouchedune au sud, etc.

### Communes limitrophes
|                       | Turgon      |                 |
| Beaulieu-sur-Sonnette | Parzac      | Le Grand-Madieu |
|                       | Cellefrouin | Saint-Claud     |

### Géologie et relief
Géologiquement, la commune est dans le calcaire du Jurassique du Bassin aquitain, comme toute la moitié nord de la Charente. Plus particulièrement, le Bajocien (Dogger) occupe la partie centrale de la commune. D'importants épandages d'altérites et dépôts du Tertiaire en provenance du Massif central sous forme d'argile à silex et d'argile marbrée couvrent le plateau sur le reste de la commune,,.
Le relief de la commune est celui d'un plateau légèrement incliné vers le sud, d'une altitude moyenne de 160 m, et traversé par deux vallées. Le point culminant de la commune est à une altitude de 182 m, situé à l'extrémité nord (château d'eau, borne IGN). Le point le plus bas est à 105 m, situé sur la Sonnette sur la limite sud-ouest. Le bourg, construit à flanc de vallée, est à 135 m d'altitude.

### Hydrographie

#### Réseau hydrographique

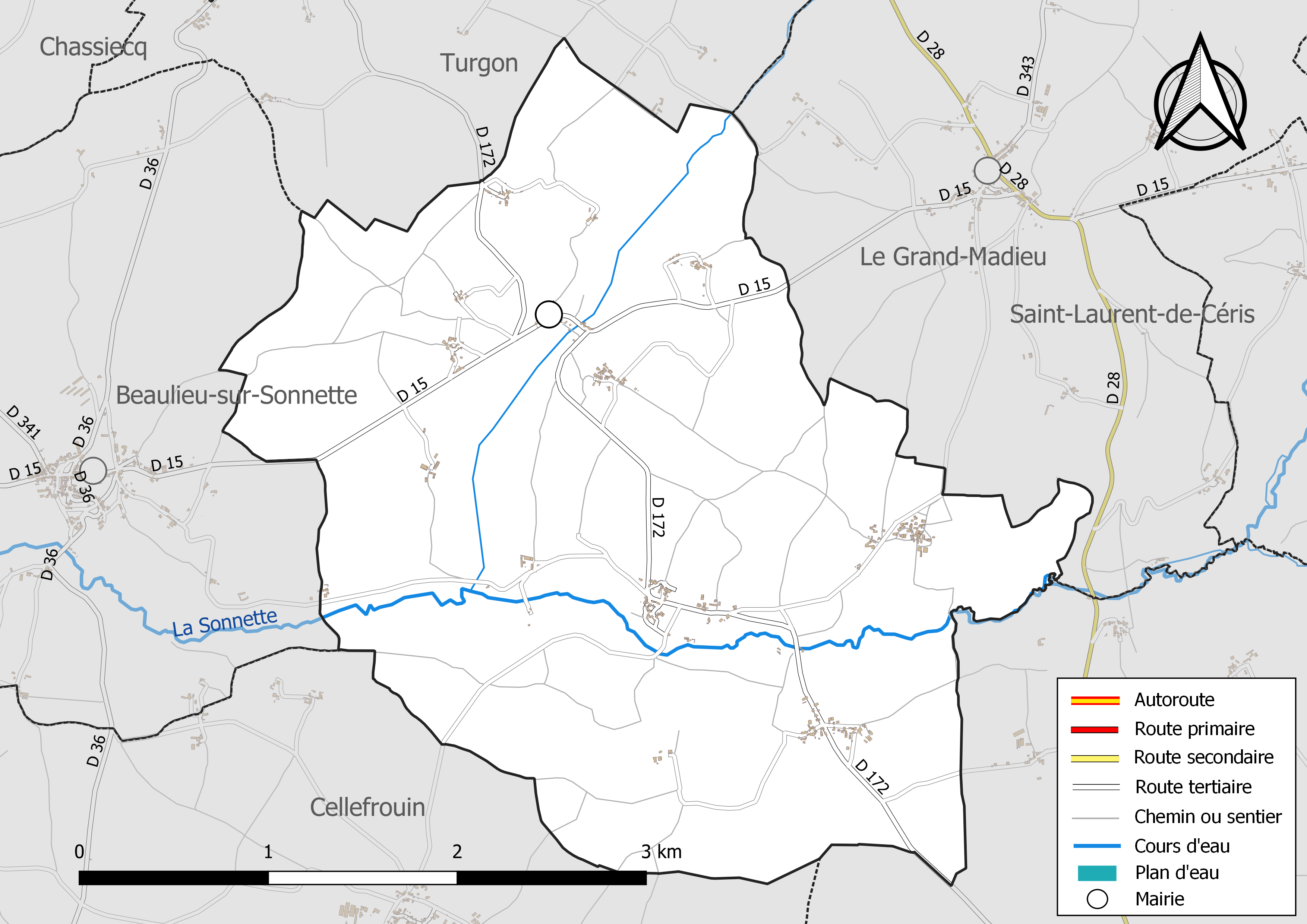
Réseaux hydrographique et routier de Parzac.

La commune est située dans le bassin versant de la Charente au sein du Bassin Adour-Garonne. Elle est drainée par la Sonnette et par un petit cours d'eau, qui constituent un réseau hydrographique de 7 km de longueur totale,.
La Sonnette, affluent du Sonsonnette et sous-affluent de la Charente, arrose le sud de la commune.
Un ruisseau, intermittent par endroits, traverse la commune du nord au sud, et passe au pied du bourg. Il se jette dans la Sonnette près de la Louberie ; le plus souvent, il se perd dans le sol avant sa confluence du fait de la nature karstique du sol.
On trouve aussi quelques sources, parfois aménagées comme la fontaine Saint-Roch près du bourg, ou bien le long de la Sonnette au sud-est de la commune ; on en dénombre quatre principales.

#### Gestion des eaux
Le territoire communal est couvert par le schéma d'aménagement et de gestion des eaux (SAGE) « Charente ». Ce document de planification, dont le territoire correspond au bassin de la Charente, d'une superficie de 9 300 km2, a été approuvé le 19 novembre 2019. La structure porteuse de l'élaboration et de la mise en œuvre est l'établissement public territorial de bassin Charente. Il définit sur son territoire les objectifs généraux d’utilisation, de mise en valeur et de protection quantitative et qualitative des ressources en eau superficielle et souterraine, en respect des objectifs de qualité définis dans le troisième SDAGE  du Bassin Adour-Garonne qui couvre la période 2022-2027, approuvé le 10 mars 2022.

### Climat
Comme dans une grande partie du département, le climat est océanique aquitain, légèrement dégradé au nord-est du département aux abords de la Charente limousine.

## Urbanisme

### Typologie
Au 1er janvier 2024, Parzac est catégorisée commune rurale à habitat très dispersé, selon la nouvelle grille communale de densité à 7 niveaux définie par l'Insee en 2022.
Elle est située hors unité urbaine et hors attraction des villes,.

### Occupation des sols
L'occupation des sols de la commune, telle qu'elle ressort de la base de données européenne d’occupation biophysique des sols Corine Land Cover (CLC), est marquée par l'importance des territoires agricoles (76,1 % en 2018), en augmentation par rapport à 1990 (73,4 %). La répartition détaillée en 2018 est la suivante : 
prairies (50,2 %), forêts (23,9 %), terres arables (14,2 %), zones agricoles hétérogènes (11,6 %). L'évolution de l’occupation des sols de la commune et de ses infrastructures peut être observée sur les différentes représentations cartographiques du territoire : la carte de Cassini (XVIIIe siècle), la carte d'état-major (1820-1866) et les cartes ou photos aériennes de l'IGN pour la période actuelle (1950 à aujourd'hui).

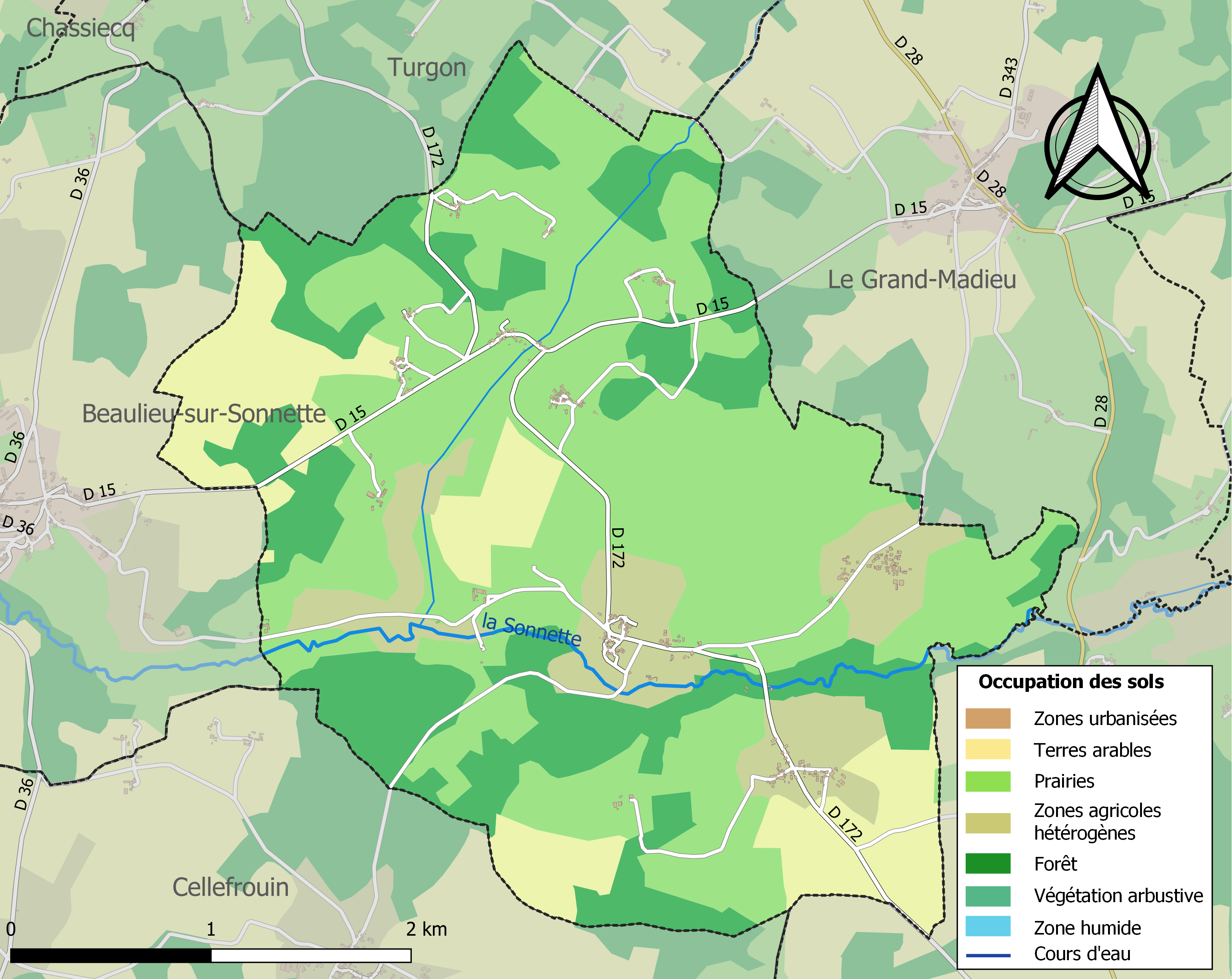
Carte des infrastructures et de l'occupation des sols de la commune en 2018 (CLC).

### Risques majeurs
Le territoire de la commune de Parzac est vulnérable à différents aléas naturels : météorologiques (tempête, orage, neige, grand froid, canicule ou sécheresse) et séisme (sismicité faible). Un site publié par le BRGM permet d'évaluer simplement et rapidement les risques d'un bien localisé soit par son adresse soit par le numéro de sa parcelle.

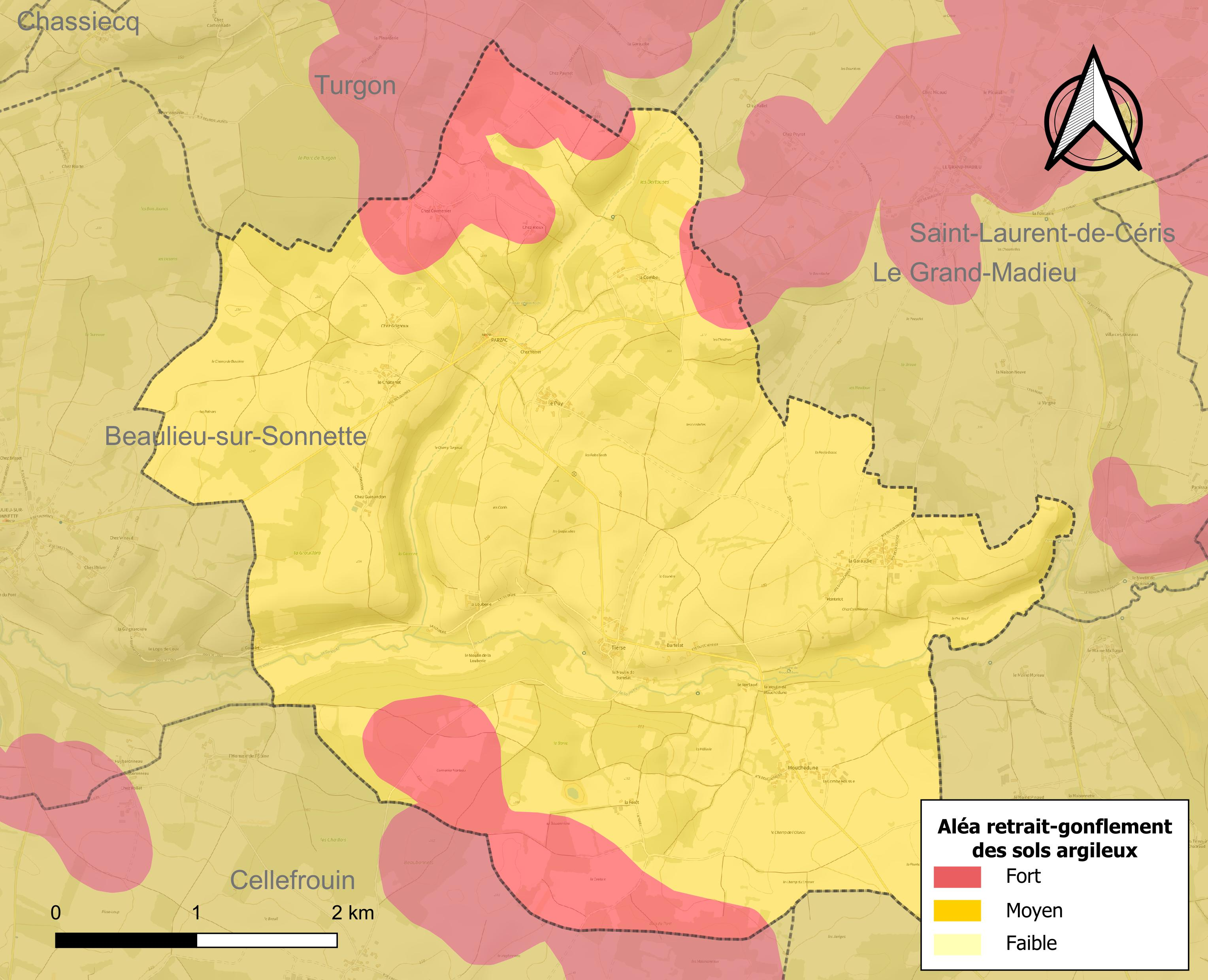
Carte des zones d'aléa retrait-gonflement des sols argileux de Parzac.

Le retrait-gonflement des sols argileux est susceptible d'engendrer des dommages importants aux bâtiments en cas d’alternance de périodes de sécheresse et de pluie. La totalité de la commune est en aléa moyen ou fort (67,4 % au niveau départemental et 48,5 % au niveau national). Sur les 119 bâtiments dénombrés sur la commune en 2019,  119 sont en aléa moyen ou fort, soit 100 %, à comparer aux 81 % au niveau départemental et 54 % au niveau national. Une cartographie de l'exposition du territoire national au retrait gonflement des sols argileux est disponible sur le site du BRGM,.
Par ailleurs, afin de mieux appréhender le risque d’affaissement de terrain, l'inventaire national des cavités souterraines permet de localiser celles situées sur la commune.
La commune a été reconnue en état de catastrophe naturelle au titre des dommages causés par les inondations et coulées de boue survenues en 1982, 1983 et 1999. Concernant les mouvements de terrains, la commune a été reconnue en état de catastrophe naturelle au titre des dommages causés par la sécheresse en 2009 et par des mouvements de terrain en 1999.

## Toponymie
Les formes anciennes sont Parzaco au XIIIe siècle, Paratzaco, Parezac.
L'origine du nom de Parzac remonterait à un nom de personne gallo-romain Paratius auquel est apposé le suffixe -acum, ce qui correspondrait à Paratiacum, « domaine de Paratius ». A.Dauzat y voit Parisius, issu de Paris,.

### Dialecte
Le patois de la commune est le marchois, dialecte occitan, non loin du domaine de la langue d'oïl au nord-ouest qui commence à Chassiecq. Elle se nomme Parzac en occitan.

## Histoire
Au sud de Mantelot, on peut apercevoir au milieu des châtaigniers une tour ronde, ancienne fuie, qui porte l'écusson de la famille Angély et sur laquelle on pouvait lire l'inscription : « Louis Angely, escuyer, s. de Masjussier, qui, par humilité, icy en ce lieu m'a faict édifier. - 1634 »,.
Pendant la première moitié du XXe siècle, la gare la plus proche (4 km du bourg) était celle de Saint-Laurent-Grand-Madieu, située sur la ligne de Roumazières à Ruffec.
À cette même époque, l'industrie dans la commune était représentée par quelques moulins à blé, sur la Sonnette.

## Politique et administration
| Période                                  | Période  | Identité      | Étiquette | Qualité  |
| ---------------------------------------- | -------- | ------------- | --------- | -------- |
| Les données manquantes sont à compléter. |          |               |           |          |
| 2001                                     | 2008     | Bernard Fort  |           |          |
| 2008                                     | En cours | Pierre Madier | SE        | Retraité |

## Démographie

### Évolution démographique
L'évolution du nombre d'habitants est connue à travers les recensements de la population effectués dans la commune depuis 1793. Pour les communes de moins de 10 000 habitants, une enquête de recensement portant sur toute la population est réalisée tous les cinq ans, les populations de référence des années intermédiaires étant quant à elles estimées par interpolation ou extrapolation. Pour la commune, le premier recensement exhaustif entrant dans le cadre du nouveau dispositif a été réalisé en 2008.

En 2022, la commune comptait 141 habitants, en évolution de +2,17 % par rapport à 2016 (Charente : −0,48 %, France hors Mayotte : +2,11 %).
| 1793 | 1800 | 1806 | 1821 | 1831 | 1841 | 1846 | 1851 | 1856 |
| ---- | ---- | ---- | ---- | ---- | ---- | ---- | ---- | ---- |
| 674  | 712  | 747  | 802  | 804  | 749  | 716  | 738  | 671  |

| 1861 | 1866 | 1872 | 1876 | 1881 | 1886 | 1891 | 1896 | 1901 |
| ---- | ---- | ---- | ---- | ---- | ---- | ---- | ---- | ---- |
| 651  | 631  | 610  | 615  | 600  | 580  | 600  | 534  | 521  |

| 1906 | 1911 | 1921 | 1926 | 1931 | 1936 | 1946 | 1954 | 1962 |
| ---- | ---- | ---- | ---- | ---- | ---- | ---- | ---- | ---- |
| 472  | 447  | 414  | 407  | 360  | 366  | 291  | 258  | 264  |

| 1968 | 1975 | 1982 | 1990 | 1999 | 2006 | 2008 | 2013 | 2018 |
| ---- | ---- | ---- | ---- | ---- | ---- | ---- | ---- | ---- |
| 234  | 178  | 163  | 136  | 127  | 132  | 133  | 139  | 142  |

| 2022 | - | - | - | - | - | - | - | - |
| ---- | - | - | - | - | - | - | - | - |
| 141  | - | - | - | - | - | - | - | - |

### Pyramide des âges
La population de la commune est relativement âgée.
En 2018, le taux de personnes d'un âge inférieur à 30 ans s'élève à 11,2 %, soit en dessous de la moyenne départementale (30,2 %). À l'inverse, le taux de personnes d'âge supérieur à 60 ans est de 52,8 % la même année, alors qu'il est de 32,3 % au niveau départemental.
En 2018, la commune comptait 71 hommes pour 71 femmes, soit un taux de 50 % de femmes, légèrement inférieur au taux départemental (51,59 %).
Les pyramides des âges de la commune et du département s'établissent comme suit.
| Hommes | Classe d’âge | Femmes |
| ------ | ------------ | ------ |
| 0,0    | 90 ou +      | 2,8    |
| 8,5    | 75-89 ans    | 14,1   |
| 40,8   | 60-74 ans    | 39,4   |
| 32,4   | 45-59 ans    | 26,8   |
| 5,6    | 30-44 ans    | 7,0    |
| 7,0    | 15-29 ans    | 7,0    |
| 5,6    | 0-14 ans     | 2,8    |

| Hommes | Classe d’âge | Femmes |
| ------ | ------------ | ------ |
| 1      | 90 ou +      | 2,7    |
| 9,2    | 75-89 ans    | 12     |
| 20,6   | 60-74 ans    | 21,3   |
| 20,7   | 45-59 ans    | 20,3   |
| 16,8   | 30-44 ans    | 16     |
| 15,6   | 15-29 ans    | 13,4   |
| 16,1   | 0-14 ans     | 14,3   |

## Lieux et monuments
- Église
- Pigeonnier
- Vieux moulin
- Lavoir

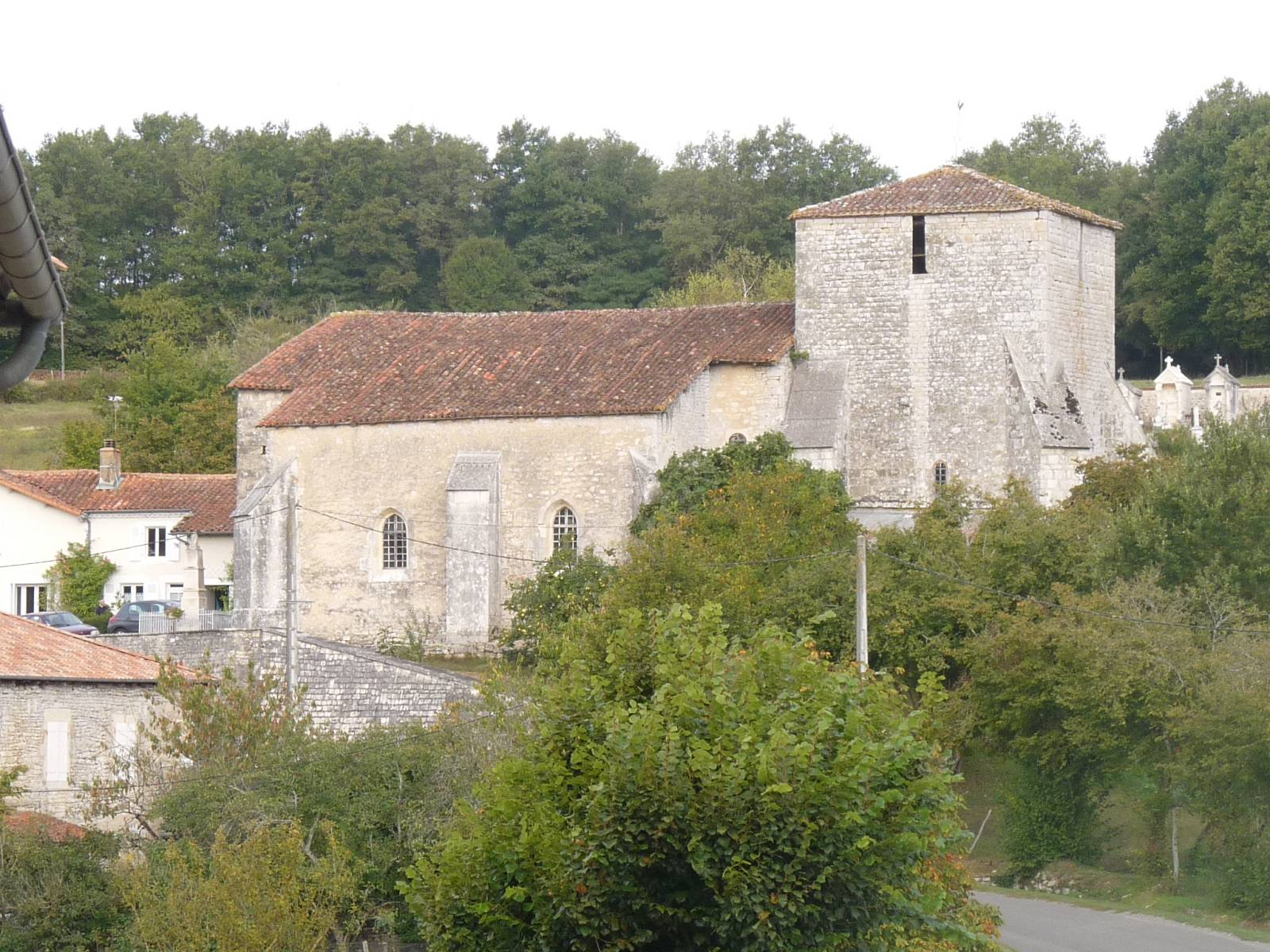
L'église de Parzac.

- Fontaine Saint-Roch (résurgence karstique aménagée)

## Personnalités liées à la commune
- Frédéric H. Fajardie (1947-2008), romancier français. Il termine son roman Full Speed en mentionnant Chez Cormenier comme lieu-dit où l'histoire a été écrite.